# روي باراهونا
روي باراهونا (بالإسبانية: Roy Barahona)‏ (مواليد 20 مارس 1986) هو سبّاح هندوراسي، مثّل بلاده في الألعاب الأولمبية الصيفية 2004.

## روابط خارجية
روي باراهونا على موقع الاتحاد الدولي للسباحة (الإنجليزية)
- روي باراهونا على موقع أوليمبيديا (الإنجليزية)